# Alma Zadić
Alma Zadić, née le 24 mai 1984 à Tuzla (Bosnie-Herzégovine), est une avocate et femme politique écologiste autrichienne. 
De 2020 à 2025, elle est ministre de la Justice.

## Biographie

### Enfance
En 1994, âgée de 9 ans, avec sa mère et son frère, Alma Zadić fuit, dans un convoi de l'ONU, Tuzla, une ville du nord-est de la Bosnie-Herzégovine alors attaquée par les troupes serbes, et rejoint après un périple de 15 jours la Croatie. La famille se réfugie finalement à Vienne en Autriche.
Élève brillante, elle suit des études de droit à l'université de Vienne jusqu'au doctorat et passe un semestre à l'université catholique du Sacré-Cœur de Milan. Elle obtient une bourse pour étudier à l'université Columbia à New York.

### Carrière juridique
Alma Zadić devient ensuite avocate à Vienne.

### Carrière politique
Depuis 2013, Alma Zadić fait partie de la Global Shapers Community du Forum économique mondial à Davos, qui est une association de jeunes personnes souhaitant prendre des responsabilités pour la planète.
En 2015, au moment de la crise migratoire en Europe, elle songe à entrer en politique et est élue députée en 2017 sur la liste du JETZT, un parti écologiste dissident, avant de rejoindre le parti Les Verts (Die Grünen) à l'été 2019. Elle devient le 7 janvier 2020 ministre de la Justice lors de la constitution du nouveau gouvernement autrichien à la suite de la coalition inédite entre les conservateurs de l'ÖVP et les écologistes. Elle est la première ministre autrichienne à ne pas être née en Autriche,. Elle est alors victime de violentes attaques sur les réseaux sociaux de militants du FPÖ, le parti nationaliste, à cause de ses origines musulmanes, qui l'accusent de vouloir introduire la charia,. Elle reçoit également des menaces xénophobes et misogynes, ce qui oblige le président de la République et le chancelier autrichien à intervenir et la police autrichienne à renforcer sa protectiondès le 8 janvier 2020,.
Elle conserve son poste dans les gouvernements Schallenberg et Nehammer, à partir de 2021.

## Vie privée
De culture musulmane, Alma Zadić se revendique athée,.